# Línea 22 (Surbus)

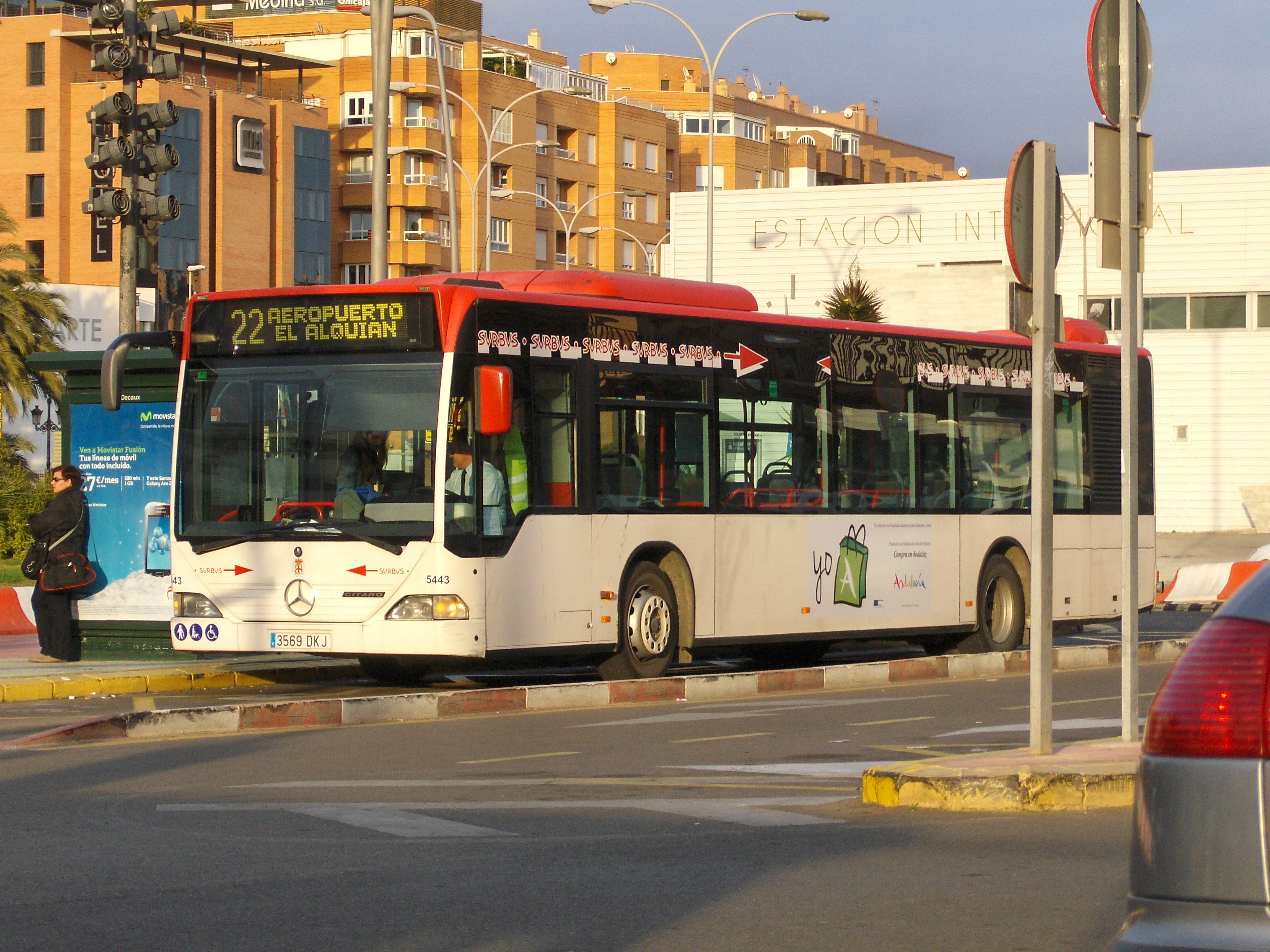
Autobús dando el servicio de la Línea 22 en la parada de la Estación Intermodal.

La Línea 22 de Surbus, en Almería, capital de la provincia homónima, en la comunidad autónoma Andalucía, España, une al aeropuerto con la estación intermodal. La línea fue inaugurada el 29 de octubre de 2012.

## Características
Su intención es servir como enlace entre el Aeropuerto de Almería y la estación de la misma ciudad, y por extensión a los residentes en las barriadas periféricas de El Alquián y La Cañada. La línea da servicio todos los días con las mismas frecuencias.

## Historia
Esta línea fue creada el 29 de octubre de 2012 tras una profunda reestructuración del sistema de transporte público de la ciudad de Almería para dar servicio a los usuarios del aeropuerto y los residentes de El Alquián y La Cañada en viajes de una duración máxima de 30 minutos.
El 26 de noviembre del mismo año sufrió un rediseño debido a la demanda con la que se encontró, cambio que entró en vigor el 10 de diciembre siguiente, en conjunto con la Línea 15. Este reajuste aumentó las frecuencias de 9 a 13 expediciones diarias y además se convirtió en un complemento a las Línea 20.

### Frecuencias
Esta línea funciona con frecuencias de 70 minutos, todos los días del año, sean festivos o no.
| Desde Estación Intermodal |         |
| De 6:45 a 14:55           | 70 min. |
| De 17:05 a 21:45          | 70 min. |
| Desde El Alquián          |         |
| De 7:20 a 14:20           | 70 min. |
| De 16:30 a 22:20          | 70 min. |

## Recorrido
| Código | Parada               | Común con | Otros                 |
| ------ | -------------------- | --------- | --------------------- |
| 292    | Estación Intermodal  | 2         | Estación de Almería   |
| 9      | Sanidad              | 2         |                       |
| 174    | Regiones             |           |                       |
| 82     | Los Díaz             |           |                       |
| 84     | Polígono La Mezquita |           |                       |
| 178    | Plaza la Cañada      | 20        |                       |
| 180    | Carretera Níjar 280  | 15 20     |                       |
| 183    | Los Ángeles          | 15 20     |                       |
| 184    | Venta Cabrera        | 15        |                       |
| 185    | Romera               | 15        |                       |
| 187    | Rambla Lechuga       | 15        |                       |
| 188    | Aeropuerto           |           | Aeropuerto de Almería |
| 189    | Km 8                 | 15        |                       |
| 190    | La Venta             | 15        |                       |
| 195    | Alquián              | 15 20     |                       |

| Código | Parada              | Común con | Otros                 |
| ------ | ------------------- | --------- | --------------------- |
| 195    | Alquián             | 15 20     |                       |
| 197    | El Chalet           | 15        |                       |
| 198    | La Venta            | 15        |                       |
| 199    | Km 8                | 15        |                       |
| 188    | Aeropuerto          |           | Aeropuerto de Almería |
| 200    | Rambla Lechuga      | 15        |                       |
| 202    | Romera              | 15        |                       |
| 204    | Los Ángeles         | 15 20     |                       |
| 207    | Carretera Níjar 239 | 15 20     |                       |
| 208    | Plaza la Cañada     | 15 20     |                       |
| 96     | El Ingenio          |           |                       |
| 98     | Los Díaz            |           |                       |
| 267    | Regiones            |           |                       |
| 31     | Sanidad             | 2         |                       |
| 292    | Estación Intermodal | 2         | Estación de Almería   |